# Wilhelm Camphausen

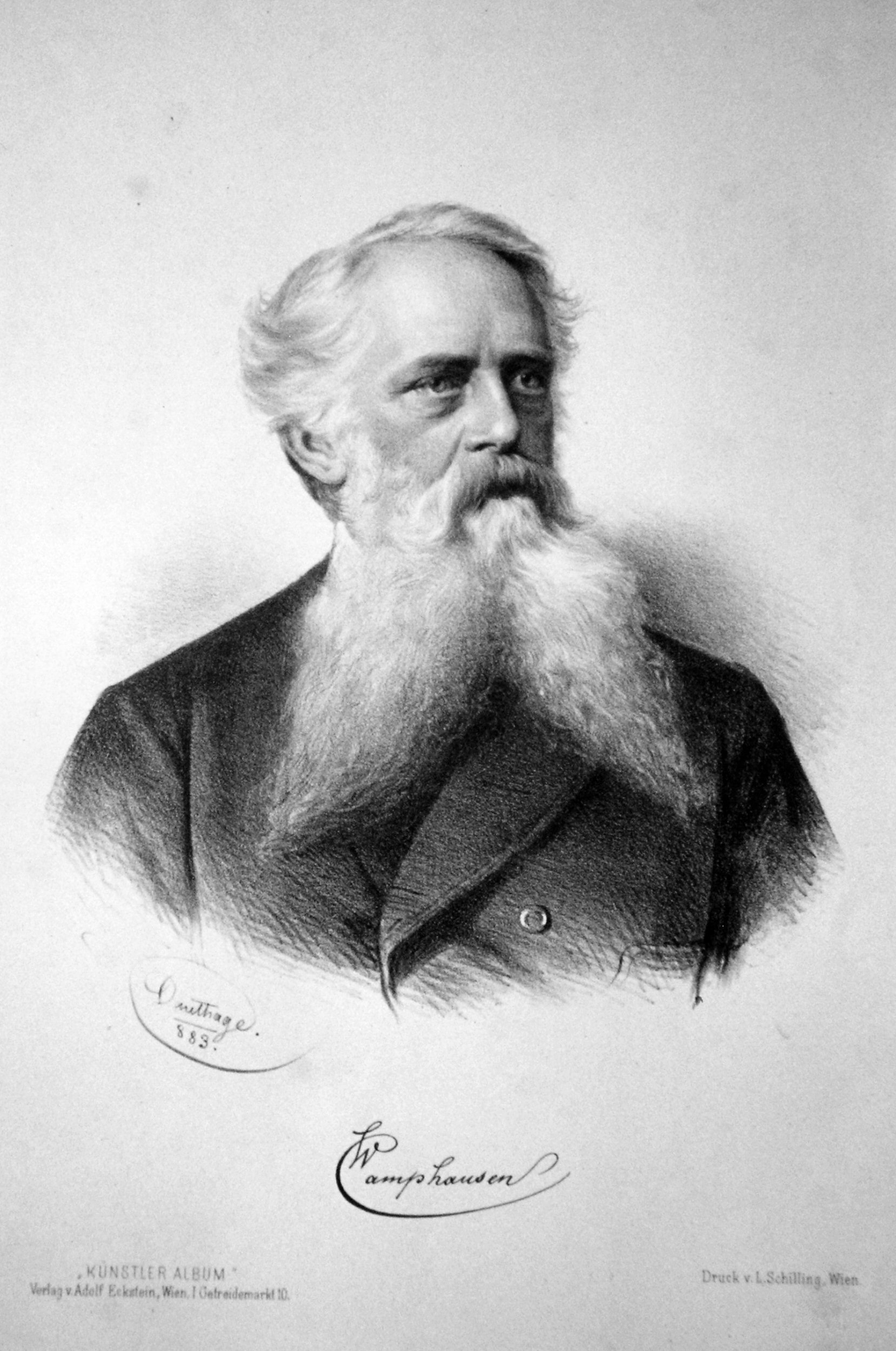
Wilhelm Camphausen, Lithographie von Adolf Dauthage, 1880

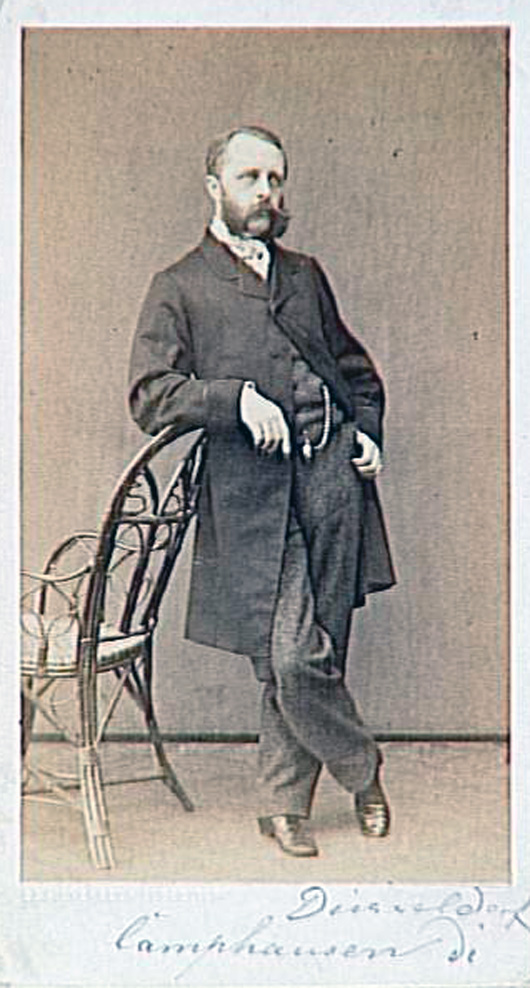
Wilhelm Camphausen, Foto Arnold Overbeck, Gebr. G. & A. Overbeck in Düsseldorf

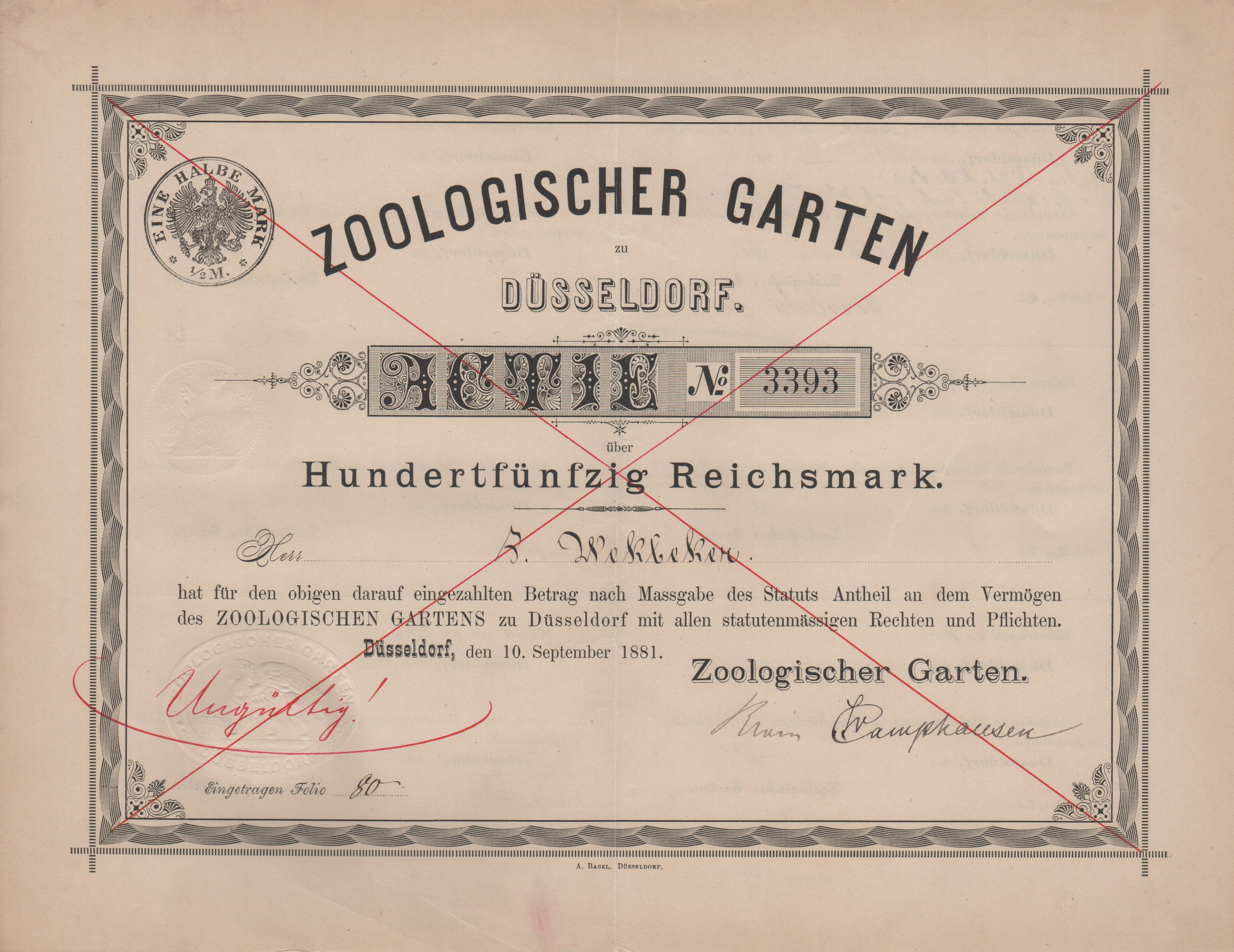
Aktie über 150 RM des Zoologischen Gartens zu Düsseldorf vom 10. September 1881 mit Unterschrift von Wilhelm Camphausen

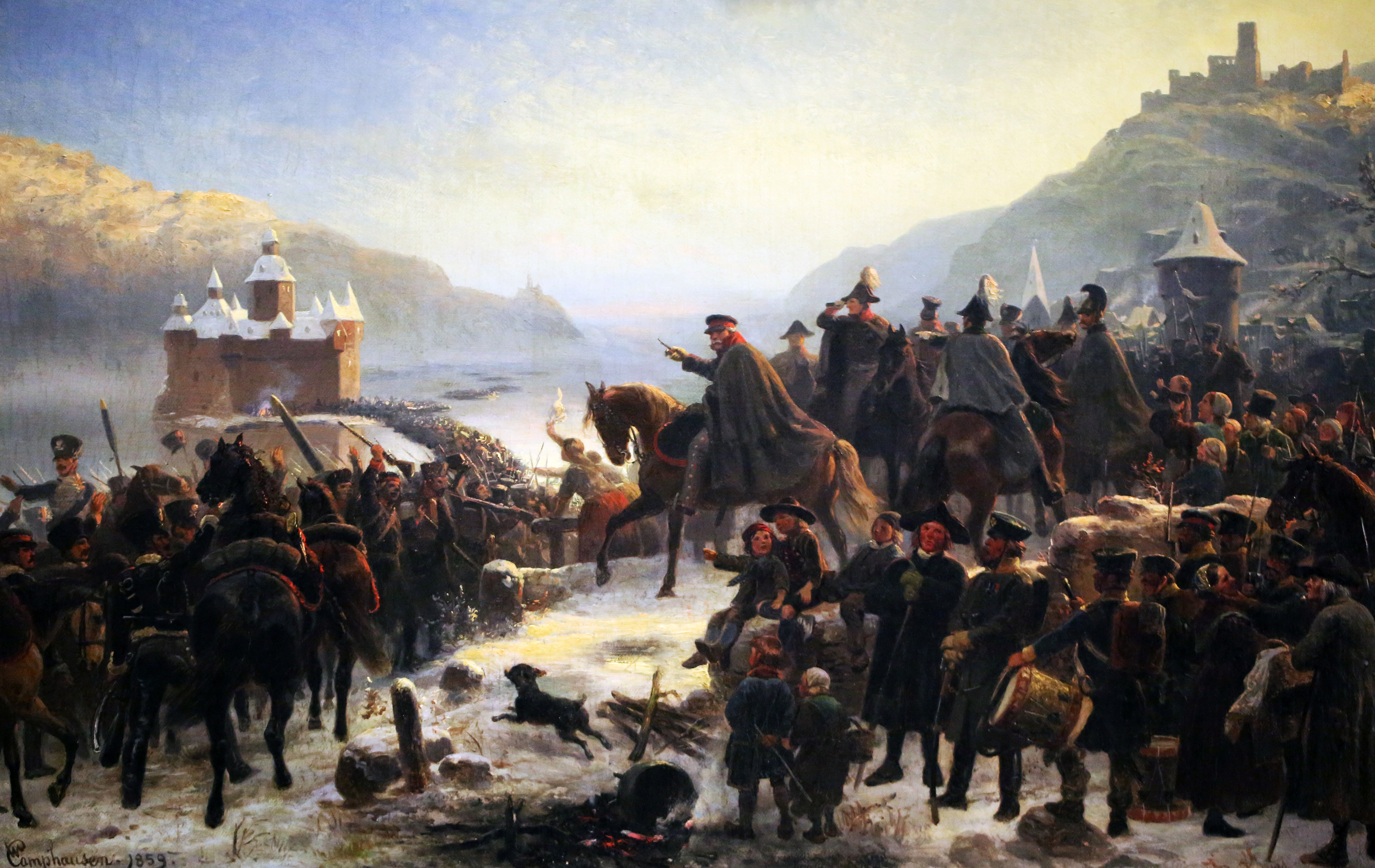
Blüchers Rheinübergang bei Kaub, 1859, Mittelrhein-Museum Koblenz

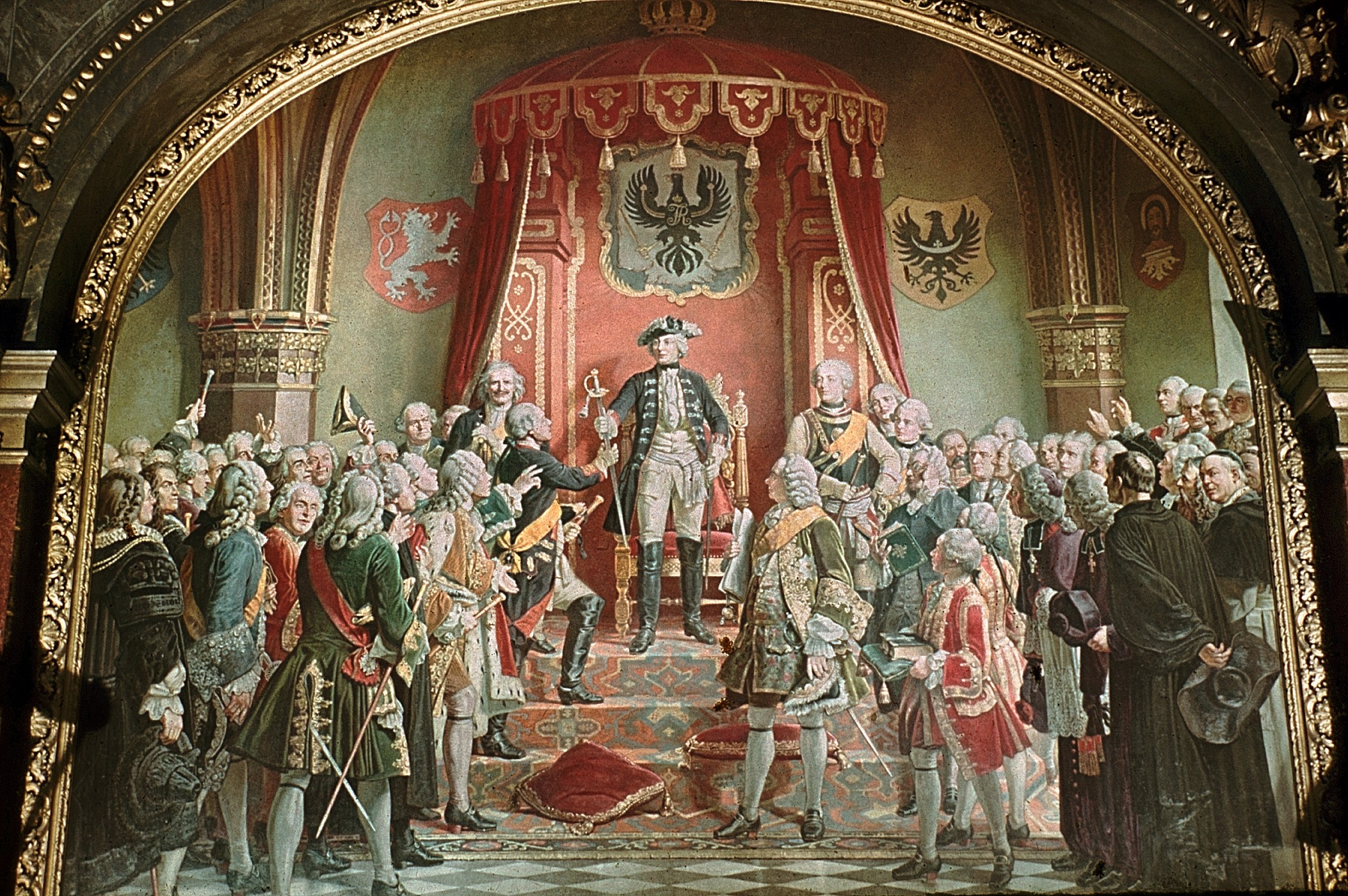
Schlesien huldigt Friedrich dem Großen 1741, etwa 1944 zerstört nach Bombentreffer der Ruhmeshalle in Berlin

Wilhelm Camphausen (* 8. Februar 1818 in Düsseldorf; † 18. Juni 1885 ebenda) war ein deutscher Militär- und Schlachtenmaler der Düsseldorfer Schule. Weitere wichtige Vertreter der Schlachtenmalerei, die im 19. Jahrhundert ihren Höhepunkt erreichte, waren neben Camphausen sein Schüler und Kollege Emil Hünten sowie Adolf Menzel und Georg Bleibtreu.

## Leben
Camphausen, geboren an dem Tag, als sein Vater Wilhelm Camphausen starb, absolvierte eine Zeichenausbildung bei Alfred Rethel und trat im Jahr 1834 in die Düsseldorfer Akademie ein. Dort wurde er Schüler von Karl Ferdinand Sohn. Seine Militärzeit, die er bei den rheinischen Husaren absolvierte, prägte sein zukünftiges Leben; er blieb sein ganzes Leben der Militärmalerei verbunden. Nachdem er 1850 die Düsseldorfer Meisterklasse von Friedrich Wilhelm von Schadow absolviert hatte, malte er zunächst historische Schlachtenszenen, die durch ihre realistische Detailausgestaltung auffielen. Große Bekanntheit verdankt er seinen Reiterporträts von Kaiser Wilhelm, Friedrich II. und dem Großen Kurfürsten. 1859 wurde Camphausen zum Professor an der Kunstakademie ernannt.
Zusammen mit Gustav Jacob Canton, Henry Ritter, Rudolf Jordan, Hans Fredrik Gude, Rudolf von Normann und Frederik Nicolai Jensen gründete Camphausen 1844 die demokratisch und akademiekritisch gesinnte Gruppe Crignic, deren Name sich aus den Anfangsbuchstaben der Mitglieder zusammensetzt. Diese Gruppe gilt als Vorläufer des 1848 gegründeten Künstlervereins Malkasten, dem er ebenfalls angehörte. Im Malkasten beteiligte er sich aktiv, namentlich bei den Theateraufführungen und Festen sowie der Fertigung von Entwürfen für Kostüme und Dekorationen. Eine herausragende Rolle spielte er für die Vorbereitung und Durchführung des Kaiserfests des Malkastens (1877). Im Jahre 1845 veröffentlichte Camphausen zusammen mit Henry Ritter Illustrationen von neunzehn Düsseldorfer Malern in ihrem Atelier in Schattenseiten der Düsseldorfer Maler, nebst verkürzten Ansichten ihrer letzten Leistungen.

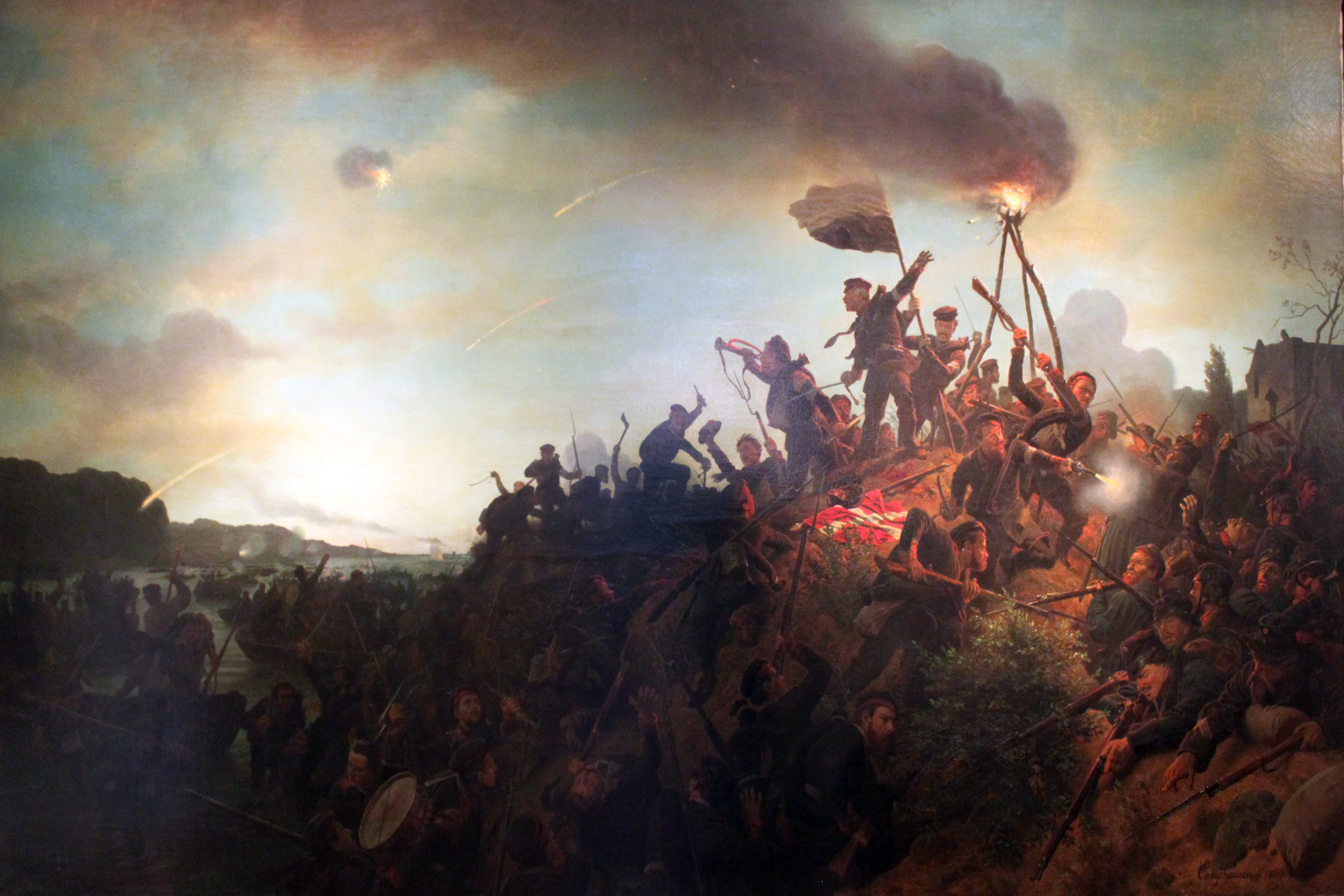
Die Erstürmung der Insel Alsen durch die Preußen, 1866, Deutsches Historisches Museum

Camphausen nahm als Armeemaler bzw. als Bildreporter am Deutsch-Dänischen Krieg 1866, am Deutschen Krieg 1866 und am Deutsch-Französischen Krieg 1870/71 teil. Geprägt von der Ereignisdarstellung der Illustrationsgrafik seiner Zeit, entwickelte er sich zum Pionier einer realitätsnahen Schlachtenmalerei, die das Anliegen verfolgte, den Betrachter in die Kriegsszene gleichsam hineinzuversetzen. Einer seiner Schüler war der Schlachtenmaler Hermann de Boor, ein weiterer Emil Hünten, mit dem er auch später kollegial zusammenarbeitete.
1874 gehörte Wilhelm Camphausen zu den Gründern der Aktiengesellschaft Zoologischer Garten zu Düsseldorf.
Die Stadtverordneten von Köln hatten 1881 beschlossen, den historischen Festzug zur Stadtgeschichte, welcher zum Ende des Kölner Dombaus im Oktober 1880 stattgefunden hatte und unter anderen von Camphausen und Theodor Rocholl gestaltet worden war, als Wandgemälde mit einer Gesamtlänge von 53 Metern im Gürzenich der Nachwelt zu erhalten. Wilhelm Camphausen, Wilhelm Beckmann, Fritz Roeber und Ernst Roeber, Albert Baur und Adolf Schmitz erstellten die Entwürfe und malten den Gürzenicher Festsaal mit dem 53 Meter langen Fries aus. Im Jahre 1882 vollendete Camphausen unter anderen die Ausmalung in der Ruhmeshalle des Berliner Zeughauses als Nationaldenkmal im Auftrag der Preußischen Regierung.

## Familie

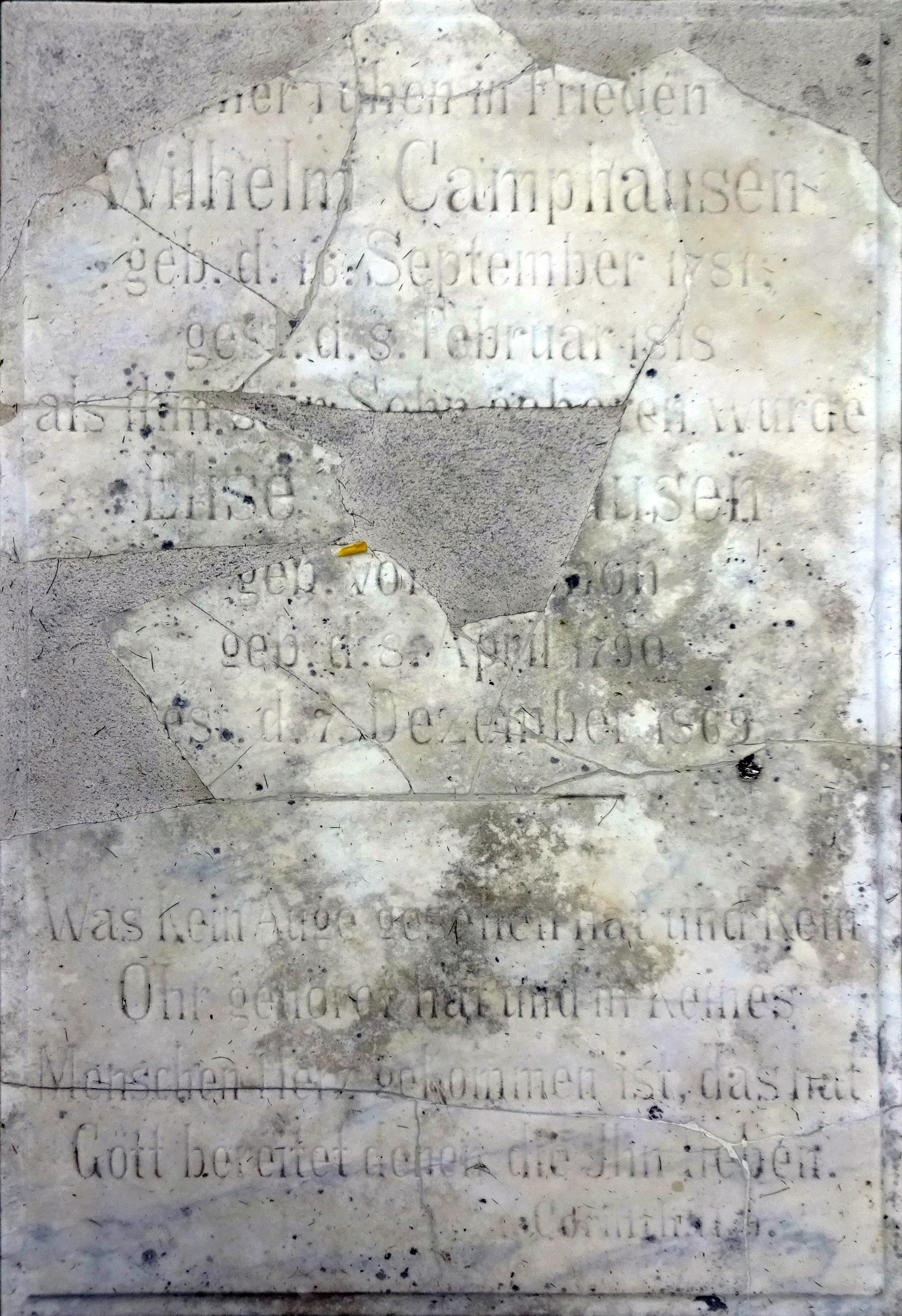
Grabstein der Eltern auf dem nördlichen Teil des Golzheimer Friedhofs (2019)

Camphausens Eltern waren Wilhelm (* 16. September 1781; † 8. Februar 1818) und Elise (* 8. April 1790; † 7. Dezember 1869) Camphausen, geborene von Ammon, Schwester des Juristen Friedrich Ferdinand von Ammon. Verheiratet war Wilhelm Camphausen seit 1844 mit Antonie Gabriele Charlotte Niemeyer (1824–1893), Tochter des Mediziners Carl Eduard Niemeyer (1792–1838), Schwester des königlich württembergischen Leibarztes Felix von Niemeyer sowie Enkelin des Theologen und Bildungspolitikers August Hermann Niemeyer. Ihre Schwester Marianne Wilhelmine Niemeyer-Immermann-Wolff (1819–1886) war in erster Ehe verheiratet mit dem Schriftsteller Karl Immermann. Wilhelm Camphausen wohnte mit seiner Familie im Haus Jägerhofstraße 9, das sein Eigentum war und wo er auch verstarb. Am 14. Mai 1848 wurde die Tochter Elise Anna geboren, die später den Maler Ferdinand Hoppe heiratete; ihr Sohn Curt Hoppe-Camphausen wurde ebenfalls Maler. Der Sohn Felix Camphausen besuchte die Kunstakademie Düsseldorf in den Jahren 1872 bis 1873, wo er Schüler der Elementarklasse von Andreas Müller war und das Fach Kunstgeschichte bei Wilhelm Roßmann belegte.

## Werke
- Prinz Eugen bei Belgrad (1842) Wallraf-Richartz-Museum Köln
- Gottfried von Bouillon in der Schlacht bei Askalon (1845)
- Cromwell’sche Reiter auf Vorposten (1846), Nationalgalerie Berlin (Kriegsverlust)
- Kostümentwürfe zur Malkasten-Redoute „Aschenbrödels Hochzeit“ (1852), Theatermuseum Düsseldorf
- Blüchers Rheinübergang bei Kaub (1860), Nationalgalerie Berlin
- Begrüßung Blüchers und Wellingtons nach der Schlacht bei Belle-Alliance (1862)
- Zum letzten Feste des „Malkasten“ im alten Vereinslokale, Ratingerstraße Nr. 3. Voß, Düsseldorf 1865 (Digitalisat)
- Erstürmung der Düppeler Schanze (1867)
- Gedächtniß-Rede zur Todtenfeier für Carl Sohn im Galerie-Saale der Königl. Kunst-Akademie zu Düsseldorf am 15. Dez. 1867. Ein Gedenkblatt auf das Grab seines alten Lehrers und Freundes. Voß, Düsseldorf 1867 (Digitalisat)
- Die Erstürmung der Insel Alsen durch die Preußen (Übergang nach Alsen) (1866)[12]
- Festrede zum fünfundzwanzigjährigen Stiftungsfeste des Künstler-Vereins „Malkasten“ am 9. Juli 1873. Voss, Düsseldorf 1873 (Digitalisat).
- Friedrich der Große zu Pferde (1871), Museum Kunstpalast
- Napoleon III. und Bismarck auf dem Weg zu Wilhelm I. am Morgen nach der Schlacht von Sedan (1877)[13]
- Götz von Berlichingen im Bauernkriege (1878)
- Friedrich II. nach der Schlacht bei Kolin (Collin) (1878) (Abbildung s. dort)
- Fürst Otto von Bismarck während des Krieges 1870/71
- Schlesien huldigt Friedrich dem Großen 1741 (1882), Ruhmeshalle Berlin (Wandgemälde Kriegsverlust)

## Illustrationen (Auswahl)
Digitalisierte Ausgaben der Universitäts- und Landesbibliothek Düsseldorf:
- 1870 und 1871. Zwei Jahre deutschen Heldenthums / von Gustav Höcker. Mit 114 Illustrationen nach Originalzeichnungen von W. Camphausen, C. Horn, Chr. Sell u. A. und 12 Karten und Pläne. – Glogau : Flemming. – 1872. – [1] Bl., IV, 392 S., [6] Bl. : zahlr. Ill., Kt. Digitalisierte Ausgabe
- In: Album deutscher Kunst und Dichtung. Mit Holzschnitten nach Originalzeichnungen der Künstler, ausgeführt von R. Brend’amour. Hrsg. Friedrich Bodenstedt. – Berlin : Grote, 1867. Digitalisierte Ausgabe
- In: Arabesken / von Gustav zu Putlitz. Illustrirt von Wilhelm Camphausen. – Berlin : Duncker, 1854, Bd. 1. Digitalisierte Ausgabe
- In: Aquarelle Düsseldorfer Künstler : den kunstsinnigen Damen gewidmet. – Düsseldorf : Arnz & Comp., 1861. Englische Ausgabe: Aquarels of Düsseldorf artists. – Düsseldorf: Arnz & Comp., 1852. Digitalisierte Deutsche Ausgabe Digitalisierte Englische Ausgabe
- In: Deutsche Dichtungen mit Randzeichnungen deutscher Künstler. – Düsseldorf : Buddeus, (Bände 1–2) 1843. Digitalisierte Ausgabe
- Doering, August. Deutsche Kernlieder aus dem Franzosenkriege. – Berlin : Grote, 1871. Digitalisierte Ausgabe
- In: Deutsche Sprüchwörter und Spruchreden in Bildern und Gedichten. – Düsseldorf : Arnz & Comp., 1852. Digitalisierte Ausgabe
- In: Ludwig Eichrodt: Deutsches Knabenbuch. Hundert Gestalten in Wort und Bild. – Lahr : Schauenburg, 1864. Digitalisierte Ausgabe
- In: Düsseldorfer Bilder-Mappe. Original-Zeichnungen. – Berlin : Grote, 1866. Digitalisierte Ausgabe
- In: Mary Howitt. The Dusseldorf artist’s album. – Dusseldorf : Arnz & Comp., 1854. Digitalisierte Ausgabe
- In: Düsseldorfer Lieder-Album : 6 Lieder mit Pianofortebegleitung. – Düsseldorf : Arnz & Comp., 1851. Digitalisierte Ausgabe
- In: Endrulat, Bernhard: Ein Kaiserfest im "Malkasten" zu Düsseldorf : und 11 in Holzschnitt ausgeführten Originalzeichnungen. – Düsseldorf : Voß, 1878. Digitalisierte Ausgabe
- In: Bund, Ludwig (Hrsg.). Lieder der Heimath : Eine Sammlung der vorzüglichsten Dichtungen im Bilderschmucke deutscher Kunst. – Düsseldorf : Breidenbach, 1868. Digitalisierte Ausgabe
- In: Märchen und Sagen für Jung und Alt. – Düsseldorf : Arnz & Comp.: Voß, 1857, Band 1. Digitalisierte Ausgabe
- Camphausen, Wilhelm: Ein Maler auf dem Kriegsfelde. Illustriertes Tagebuch. – Bielefeld (u. a.): Velhagen & Klasing, 1913. Digitalisierte Ausgabe
- Wurzbach, Constantin von. Der Page des Kaisers : ein Gedicht von der Treue. – Düsseldorf : Arnz & Comp., 1854. Digitalisierte Ausgabe
- In: E. Diethoff: Vom Rhein. Bilder und Geschichten aus alter und neuer Zeit. – Leipzig : Payne, 1871. Digitalisierte Ausgabe
- Washington Irving. Auswahl aus seinen Schriften. Illustrirt von Henry Ritter und Wilhelm Camphausen. – Leipzig : Brockhaus, 1856. Digitalisierte Ausgabe
- In: Weihnachts-Album. – Düsseldorf : Arnz & Comp., 1853. Digitalisierte Ausgabe
- Costüme aus dem 16. und 17. Jahrhundert, sowie aus dem Mittelalter. Digitalisierte Ausgabe

## Belege
1. ↑  Alwin Schultz: Kunst und Kunstgeschichte: Malerei und vervielfältigende Künste. S. 109, 1890.
2. ↑  Bettina Baumgärtel: Die Düsseldorfer Malerschule und ihre internationale Ausstrahlung. In: Bettina Baumgärtel (Hrsg.): Die Düsseldorfer Malerschule und ihre internationale Ausstrahlung 1819–1918. Michael Imhof Verlag, Petersberg 2011, ISBN 978-3-86568-702-9, Band 1, S. 31.
3. ↑  Bestandsliste (Memento des Originals vom 12. Juli 2018 im Internet Archive)  Info: Der Archivlink wurde automatisch eingesetzt und noch nicht geprüft. Bitte prüfe Original- und Archivlink gemäß Anleitung und entferne dann diesen Hinweis., Webseite im Portal malkasten.org, abgerufen am 23. April 2017.
4. ↑  Wilhelm Camphausen. In: Wend von Kalnein: Die Düsseldorfer Malerschule. Verlag Philipp von Zabern, Mainz 1979, ISBN 3-8053-0409-9, S. 278
5. ↑  Frank Büttner: Historische Wahrheit und der Wahrheitsanspruch der Kunst. Düsseldorf und München in den Auseinandersetzungen um die Geschichtsmalerei im 19. Jahrhundert. In: Bettina Baumgärtel (Hrsg.): Die Düsseldorfer Malerschule 1819–1918. Michael Imhof Verlag, Petersberg 2011, ISBN 978-3-86568-702-9, Band 1, S. 111 f.
6. ↑  Claus Hermann de Boor: Im Frühjahr 1869 ging Hermann de Boor nach Düsseldorf. Hier wurde er Privatschüler des Historienmalers Wilhelm Camphausen (1818–1885), in dessen Haus er auch Wohnung und Atelier erhielt., auf deboor.de, abgerufen am 23. April 2017.
7. ↑  Armin Schmitz, Arno Metzger: Zoologische Gärten als Kapitalgesellschaften. Geschichtliche Entwicklung und Finanzierung. Antik Effekten GmbH, Frankfurt am Main 2000, ISBN 3-9806401-2-4.
8. ↑  »D‘R ZOCH KÜTT«, auf museenkoeln.de, abgerufen am 23. April 2017.
9. ↑  Bettina Baumgärtel: Chronik der Düsseldorfer Malerschule, Daten in Die Düsseldorfer Malerschule International, S. 371 und S. 372 (PDF) (Memento des Originals vom 8. Dezember 2015 im Internet Archive)  Info: Der Archivlink wurde automatisch eingesetzt und noch nicht geprüft. Bitte prüfe Original- und Archivlink gemäß Anleitung und entferne dann diesen Hinweis., auf smkp.de, abgerufen am 23. April 2017.
10. ↑  Ernst Herbst: gesammelte Texte von und über Immermann, den Freundeskreis C.L.I. (1983–1990) und die Anfänge der Immermann-Gesellschaft: Stadt-, land- und weltbekannte Vorfahren der Marianne Immermann, geborene Niemeyer
11. ↑  Sehenswürdigkeiten Sterbehaus von Professor Wilhelm Camphausen, Jägerhofstraße 9, in Adressbuch der Stadt Düsseldorf für das Jahr 1894.
12. ↑  Die Erstürmung der Insel Alsen durch die Preußen am 29. Juni 1864, Webseite im Portal dhm.de
13. ↑  Siehe http://www.dhm.de/ausstellungen/bildzeug/qtvr/DHM/n/BuZKopie/raum_23.09.htm